# Péter Szijjártó
Péter Szijjártó (* 30. října 1978 Komárom) je maďarský ministr zahraničních věcí a obchodu ve vládě Viktora Orbána. Od roku 2002 je také poslancem maďarského parlamentu.
Szijjártó strávil jeden semestr ve Spojených státech. Vystudoval Budapešťskou univerzitu ekonomických věd a veřejné správy (dnes Korvínovu univerzitu v Budapešti), obor mezinárodní vztahy a management sportu. Krátce poté se stal poslancem národního shromáždění; svůj mandát obhájil v letech 2006, 2010 a 2014. V letech 2006–2010 byl členem rady města Győr. Funkci zastupitele v témže městě měl od roku 1998. Od září 2014 je ministrem zahraniční a obchodu v Orbánově vládě.
Vyznáním je římský katolík. Mezi jeho záliby patří futsal. Je ženatý, s manželkou Szilvií má syny Pétera a Patrika.